# هولغر بيدرسن
هولغر بيدرسن (بالدنماركية: Holger Pedersen)‏ هو عالم الأرمنية ‏ دنماركي، ولد في 7 أبريل 1867 في كولدنغ في الدنمارك، وتوفي في 25 أكتوبر 1953 في هليرب ‏ في الدنمارك.

## وصلات خارجية
- هولغر بيدرسن على موقع الموسوعة البريطانية (الإنجليزية)